# انسداد شناختی
انسداد شناختی (انگلیسی: Cognitive closure) در فلسفه علم و فلسفه ذهن، به گزاره‌ای گفته می‌شود که ذهن انسان از نظر قانون قادر به حل برخی مسائل فلسفی نیست. اوون فلانگان این موضع را ناتورالیسم ضدسازنده یا «اسرارگرایی جدید» می‌نامد و مدافع اصلی این فرضیه، کالین مکگین آن را طبیعت‌گرایی متعالی می‌نامد و این امکان را می‌پذیرد که راه‌حل‌ها ممکن است برای یک غیرانسان هوشمند قابل شناخت باشند. از نوعی به عقیده مک‌گین، چنین پرسش‌های فلسفی‌ای شامل مسئله ذهن و جسم، هویت، معنا، اراده آزاد و دانش، هم پیشینی و هم تجربی است.